# Степаненко, Екатерина Николаевна
Екатерина Николаевна Степаненко (род. 21 мая 1983 года) — российская футболистка.

## Карьера
Воспитанница красноярского футбола. Первый тренер — Владимир Карташов («Биохим», Красноярск). С 2000 года играла в высшей лиге в составе воронежской «Энергии».
В розыгрыше Кубка УЕФА 2004 года отметилась голом в ворота хорватской команды «Осиек».
При переходе команды в низший дивизион в 2004 году меняет клуб.
В 2008 году, выступая за «Рязань-ВДВ», вошла в список 33 лучших футболистов сезона (позиция — правый полузащитник).
В 2009 году возвращается в Воронеж, команда становится бронзовым призёром чемпионата.
В 2010—2014 годах Екатерина выступает за ЦСП «Измайлово». В 2013 году входила в список 33 лучших футболистов сезона (позиция — правый полузащитник).
Привлекалась в студенческую сборную России на Универсиаду 2009 года и в национальную сборную на чемпионат Европы 2013 года.
По окончании карьеры в 2014 году вернулась в Красноярск. Мастер спорта России (2010).

## Достижения
- Чемпион России (2): 2002, 2003
- Серебряный призёр чемпионата России (2): 2000, 2001
- Бронзовый призёр чемпионата России: 2004, 2009
- Финалист Кубка России — 2003

## Мини-футбол
В сезоне 2009/10 выступала за мини-футбольную команду «Сибирячка-КПГУ» (Красноярск). В 9 играх забила 10 голов.